# ایرل شیلتون
longitudeایرل شیلتونlatitudeایرل شیلتون
ایرل شیلتون (به انگلیسی: Earl Shilton) یک شهرک در بریتانیا است که در انگلستان واقع شده‌است.